# Skřivan lesní
Skřivan lesní (Lullula arborea) je středně velký druh pěvce z čeledi skřivanovitých.

## Popis
Velikosti vrabce (délka těla 13,5–15 cm). Shora je hnědý, tmavě skvrnitý, spodinu má bílou, končetiny žlutavě hnědé a slabý zobák šedohnědý se světlejším kořenem. Na první pohled se podobá skřivanu polnímu, od kterého se liší následujícími znaky: ocas má bílou špičku (ne okraje), zadní okraj křídla není bílý, kresba křídla je kontrastní (tmavé ruční krovky se světlými špičkami), široký krémový nadoční proužek sahá až do týla. Obě pohlaví jsou zbarvena podobně.

## Hlas
Zpívá hlavně v letu (ve výšce 100–150 m), ale také na stromech nebo na zemi. Zpěv tvoří flétnovité lylylylydadadyldadyldyldyldl, přednášené nejintenzivněji časně ráno, ale běžně i v noci.
Podle mnoha milovníků ptactva, terénních ornitologů i starých ptáčníků je to náš nejlepší ptačí zpěvák (jakkoliv je krása zpěvu velmi subjektivní kategorie). V jeho zpěvu lidé cítí lyričnost a melancholii, kterou ani téměř dokonalý slavičí zpěv neobsáhne. Vyhrál i v anketě Českého rozhlasu, ve které mohli hlasovat všichni posluchači.

## Rozšíření
Hnízdí ve většině Evropy, na Blízkém východě a v severní Africe. Částečně tažný, zimuje v západní Evropě a Středomoří.

## Výskyt v Česku
V České republice hnízdí roztroušeně, výrazně početnější je v západní polovině státu. Vyskytuje se od nížin po horní hranici lesa. Po silném poklesu v druhé polovině 20. století dochází místy k opětovnému růstu populace. Celková početnost byla v letech 2001–2003 odhadnuta na 600–1100 párů.
Zvláště chráněný jako silně ohrožený druh.
Hnízdí ve světlých jehličnatých lesích, především borových na písčitých půdách, na vřesovištích, ve starých sadech aj.

## Potrava
Potrava je smíšená, její složení závisí na sezóně. Brzy zjara převažují zelené části rostlin, v létě drobní bezobratlí a na podzim semena. Potravu hledá na zemi nebo na nízkých rostlinách, případně ve svrchní vrstvě půdy.

## Hnízdění

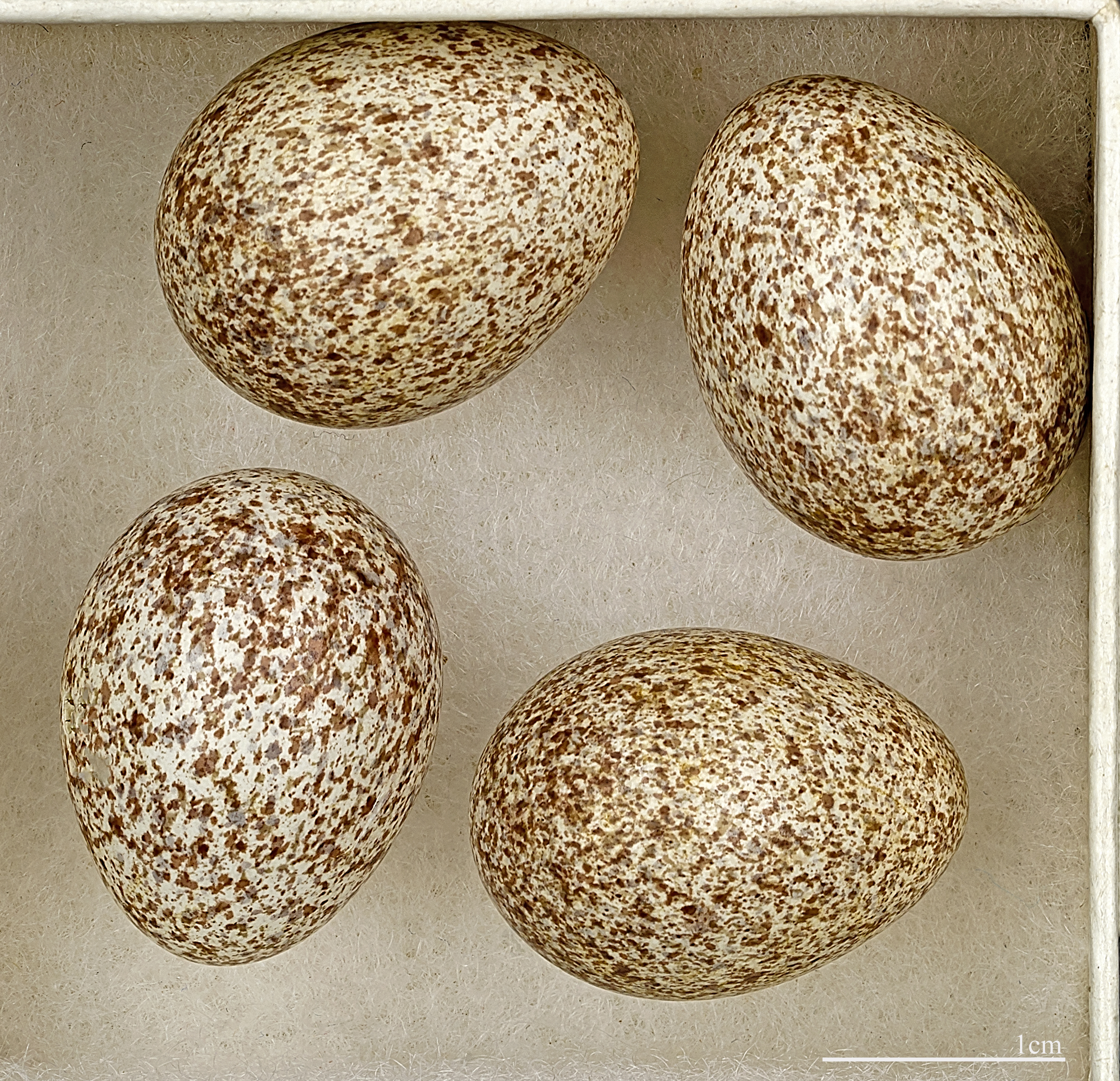
Vejce skřivana lesního (Lullula arborea)

Hnízdí většinou 2×, někdy i 3× ročně v březnu až červenci. Hnízdo je dobře skryté na zemi. Snůška čítá 4 (2–6) špinavě bílá, hustě jemně hnědě, šedohnědě nebo šedočerveně skvrnitá vejce o velikosti 21,2 × 15,7 mm. Inkubační doba trvá 13–15 dnů, na vejcích sedí samotná samice. Mláďata krmí oba rodiče. Hnízdo opouští ve stáří 10–13 dnů, při vyplašení i dříve.